# Eugénie Potonié-Pierre
Eugénie Potonié-Pierre   (An Oriant, 5 de novembre de 1844 - Fontenay-sous-Bois, 12 de juny de 1898) fou una periodista feminista pacifista radical i socialista bretona. És considerada com una de les creadores del moviment feminista a l'estat francés.
Fundà la Federació Francesa de Societats Feministes al 1892.

## Biografia
Filla del fourierista Guillaume Pierre, professor de lletres i filosofia i militant falansterià molt actiu a An Oriant i Kemper durant la Segona República, descobrí les idees de Fourier en el marc familiar.
Sembla que inicialment fou institutriu; de seguida, però, es va dedicar a l'escriptura i a l'activisme. Va viure amb el publicista i pacifista Edmond Potonié (1829-1902), casat amb una alemanya i separat des del 1867, quan aquesta se'n va a Berlín amb els seus dos fills.
Eugénie i Edmond van viure junts a Fontenay-sous-Bois i associaren els seus cognoms, de manera que es presentaven en les conferències o en els seus escrits com a Eugénie Potonié-Pierre i Edmond Potonié-Pierre. Els textos en comú a voltes els signen com a EPP o Potonié-Pierre.(1)

### Activisme feminista, pacifista i socialista
Se centrà en el pacifisme, el socialisme (escriu en La Revue socialiste i en L’Almanach de la Question sociale, d'Argyriades, i assisteix el 1893 al Congrés Nacional del Partit Obrer de Jules Guesde), i sobretot en el feminisme, lluita que compartí amb el seu company, i hi coincideix amb la fourierista, pacifista i feminista Virginie Griess-Traut.
El 1878, Eugénie Pierre és secretària del Congrés de les dones a París. Participa en l'organització dels congressos feministes internacionals del 1892 i 1896, i intervé en el Congrés feminista de Brussel·les del 1897.
Col·labora en els periòdics La Citoyenne, d'Hubertine Auclert i el Journal des femmes de Maria Martin, i cofunda La Solidarité des femmes (1891) de la qual és secretària general. Aquest grup feminista era mixt; els estatuts, però, demanaven una secretària i una tresorera i les sessions, presidides per una dona, promovien la lluita pacífica a favor de "la igualtat de sexes i d'emancipació social". La Solidarité des femmes, segons Laurence Klejman i Florence Rochefort, "aporta un punt de vista feminista en temes generals, i aborda la condició femenina des d'un angle sovint original".
Eugénie Pierre reivindica el sufragi per a les dones, i intenta inscriure's en les llistes electorals: es presenta ella mateixa en diversos escrutinis. També reclama la llibertat de treball per a les dones.
Té un important paper en el moviment feminista per la seua activitat propagandística. Fundà la Unió Internacional de Dones per la Pau.
En els 1870, esdevé secretària de la Societat per a la millora de la condició de les dones, a la qual pertanyen Léon Richer i Maria Deraismes. Participa en la redacció d'El Dret de les dones de Léon Richer.
Va morir sobtadament a cinquanta-quatre anys, per una hemorràgia cerebral, a Fontenay-sous-Bois el 12 de juny del 1898. Les seues cendres són en el columbari del Pare-Lachaise (caixa 755).